# NGC 6692
NGC 6692 este o galaxie situată în constelația Lira. A fost descoperită în 11 august 1883 de către Édouard Stephan⁠(d). Se află la o distanță de 79,27 de megaparseci de Pământ.